# Discalma coniaria
Discalma coniaria là một loài bướm đêm trong họ Geometridae.